# Маркоперска рударска катастрофа
Маркопер рударска катастрофа десила се 24. марта 1966. године на филипинском острву Мариндукуе, које се налази у регији Мимаропа. Ово је једна од највећих рударских катастрофа у историји Филипина. 

## Катастрофа
Пукотина у дренажном тунелу довела је до испуштања токсичног рудничког отпада у реку Макулапнит-Боац. То је довело до тога да из села које је било сахрањено у блату , буде расељено 400 породица, а још 20 других села морало је бити евакуисано. Питка вода била је контаминирана угинулом рибом, и река Макулапнит-Боац проглашена је неупотребљивом после катасрофе.

## Детаљи пројекта
Маркопер Рударска Коорпорација у власништву Плацер Девелопмент Лтд., управљала је са још 2 рудника на Филипинима. Ова коорпорација основана је 1964. године, а Маркопер је започео са радовима 1969. године. Финансијска средства за рударске операције иницијално је обезбедио конзорцијум америчких банака. Касније је Азијска развојна банка (АДБ) обезбедила позајмицу од 40 милиона долара. Остали финансијери су Филипин солидбанк и РЦБЦ итд.